# 滇酸脚杆
滇酸脚杆（学名：Medinilla yunnanensis）为野牡丹科美丁花属下的一个种。其种加词 yunnanensis 意为“云南的”。
现接受名为红花美丁花（Medinilla rubicunda (Jack) Blume, 1831）。